# Чирич, Стеван
Стеван Чирич (серб. Стеван Ћирић, 30 мая 1886 года, Сремски-Карловци — 24 июля 1955 года) — югославский (сербский) шахматист.

## Биография
Победитель неофициального чемпионата Югославии 1923 г. (разделил 1—3 места с Л. Фурлани и Э. Крамером, получил звание чемпиона за лучший результат в личных встречах с другими победителями).
В составе сборной Югославии завоевал серебряную медаль неофициальной шахматной олимпиады 1926 года.

## Спортивные результаты
| Год  | Город    | Соревнование                                                     | + | − | = | Результат | Место |
| ---- | -------- | ---------------------------------------------------------------- | - | - | - | --------- | ----- |
| 1923 |          | Турнир Югославской шахматной ассоциации                          |   |   |   |           | 1—3   |
| 1926 | Будапешт | Неофициальная шахматная олимпиада (сборная Югославии, 3-я доска) | 1 | 0 | 2 | 2 из 3    |       |